# 勒蓬德博瓦桑 (伊泽尔省)
勒蓬德博瓦桑（法語：Le Pont-de-Beauvoisin，法語發音：[lə pɔ̃ də bovwazɛ̃]）是法国伊泽尔省的一个市镇，隔吉耶河与萨瓦省同名市镇相望，属于拉图尔迪潘区。

## 地理
勒蓬德博瓦桑（45°32'4"N, 5°39'59"E）面积7.36 平方千米，位于法国奥弗涅-罗讷-阿尔卑斯大区伊泽尔省，该省份为法国东南部内陆省份，北起顺时针与安省、萨瓦省、上阿尔卑斯省、德龙省、阿尔代什省、卢瓦尔省和罗讷省。
与勒蓬德博瓦桑接壤的市镇（或旧市镇、城区）包括：多梅桑、勒蓬德博瓦桑、普雷桑、罗马尼约、圣让达沃拉讷。
勒蓬德博瓦桑的时区为UTC+01:00、UTC+02:00（夏令时）。

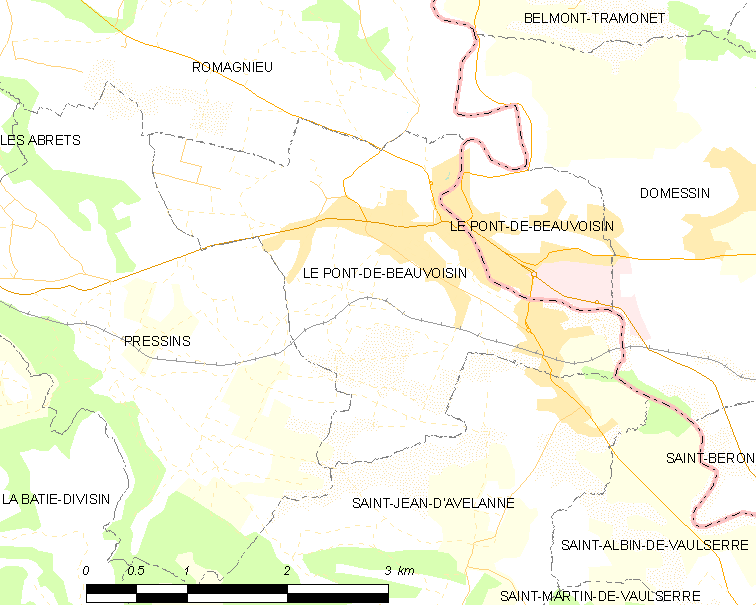
勒蓬德博瓦桑的OSM定位图

## 行政
勒蓬德博瓦桑的邮政编码为38480，INSEE市镇编码为38315。

## 政治
勒蓬德博瓦桑所属的省级选区为沙特勒斯-吉耶县。

## 人口

1962-2008年间勒蓬德博瓦桑人口变化图示

勒蓬德博瓦桑于2022年1月1日时的人口数量为3582人。